# Alida de Savignac
Alida d'Abillon de Savignac, plus  connue sous le nom Alida de Savignac, née le 5 juillet 1790 à Paris et morte le 15 mars 1847 à Paris, est une femme de lettres française.

## Biographie
Adélaïde Esther Charles d'Abillon de Savignac est la fille de Pierre François d'Abillon, marquis de Savignac, lieutenant des vaisseaux du roi, chevalier de l'ordre royal et militaire de Saint-Louis, et de Marie Gabrielle Sophie de Liniers.

## Publications
- Le Livre des petites filles (1882, 1884)
- La Mère Valentin, ou les Causeries de la bonne femme, 4e édition (1882)
- La Calomnie confondue (1873)
- La Petite curieuse (1873, 1877, 1883)
- Les Bonnes petites filles (1873)
- Les Enfants d'après nature [Les Petites filles.] (1873)
- Les Petits garçons (1872, 1873)
- Le Livre des petites filles : Pauline, ou la Petite curieuse (1867, 1869, 1870, 1871, 1874, 1876, 1879)
- La Mère Valentin, ou Causeries de la bonne femme, contes instructifs et moraux pour la jeunesse (1866, 1867, 1869)
- Causeries de la bonne femme, contes et historiettes (1865)
- Paraboles de l'Évangile, expliquées et mises à la portée des petits enfants (1863)
- Le Chemin de fer (1861, 1863)
- Les Enfants d'après nature [Les Petites filles. - Les Bonnes petites filles.] (1861)
- Les Malheurs d'un enfant gâté (1860)
- Voyages du petit André en Europe, par A.-E. de Saintes [et A. de Savignac] (1859)
- Les Douze mois des quatre saisons (1857)
- La Bonne petite sœur (1856)
- Les Portraits de Madame Morand, ou les Petits garçons d'après nature (1854, 1856)
- Le Singe merveilleux, ou l'Éducation de Mr Minet et de Mlle Cocotte (1854)
- L'Éducation d'Olympe de Saint-Julien, ou la Jeune propriétaire (1853)
- Le livre des quatre saisons ou Une année chez la bonne-maman (1853, 1866, 1870, 1882, 1884)
- Paraboles de l'Évangile, expliquées et mises à la portée des petits enfants (1853)
- Le Chemin de fer, suivi du Jugement d'un sage (1852, 1857)
- Il ne faut jamais mentir. Il se faut entr'aider. [La Mendiante] (1852)
- Les Deux élèves, suivis de l'Éclairage par le gaz, Limoges et Paris, 1852, Librairie des Bons livres, 128 p. lire en ligne sur Gallica
- Le Jour de Noël, suivi du Bateau à vapeur et d'autres histoires (1852)
- Le Maître d'école, suivi du Petit garçon (1852)
- Les Malheurs d'un enfant gâté, suivi du Père Mahaut, par Alida de Savignac et E. Fouinet (1852)
- Le Petit colporteur, suivi du Grand hiver de 1789 (1852)
- Le Petit mousse, suivi de Hamet et Zerbinette (1852)
- Voyages du petit André en Afrique, par A.-E. de Saintes [et A. de Savignac] (1852)
- Voyages du petit André en Asie, par A.-E. de Saintes [et A. de Savignac] (1852)
- Voyages du petit André en Océanie, par A.-E. de Saintes [et A. de Savignac] (1852)
- Les Portraits de Madame Morand, ou les Petites filles d'après nature (1850, 1854, 1856)
- Les Portraits des petits garçons (1850)
- La Jeune maîtresse de maison, mœurs parisiennes (1848)
- La jeune propriétaire, ou L'art de vivre à la campagne (1848)
- Adrienne, ou les Conseils d'une institutrice (1847, 1850, 1852, 1858, 1860, 1863, 1868, 1877, 1882)
- Almanach des demoiselles pour l'année 1847 (1847)
- Les Petits garçons d'après nature (1847, 1860, 1862, 1863, 1866, 1867, 1869, 1873, 1882)
- Les Petites filles d'après nature (1847, 1884)
- La Rose effeuillée, ou le Bouquet des enfants et des familles (1847)
- Le Chemin de fer, suivi de Il ne faut jamais mentir (1846)
- Émile le jeune tourneur, ou la Tendresse filiale, par Césarie Farrenc. [Anecdotes sur saint François de Sales. Le *Jour de Noël (1846)
- Les Malheurs d'un enfant gâté, par Alida de Savignac, suivi de Camoens, par A.-E. de Saintes (1846)
- Petits contes d'une mère à ses enfants (1846, 1852)
- Alphabet de la petite gourmande (1845)
- Le Songe d'une petite fille (1845)
- Galerie pittoresque de la jeunesse, dessins de V. Adam, texte d'Alida de Savignac et M. de Saintes (1843)
- Les Douze mois, cadeau d'étrennes (1841)
- Alphabet des quatre saisons, ou Une année chez la bonne maman (1840)
- La Joyeuse comédie (1840)
- Zoé, ou la Bonne petite sœur (1840)
- La Mère Valentin, ou Contes et historiettes de la bonne femme (1839, 1846, 1852, 1857)
- L'Univers en miniature, ou les Voyages du petit André sans sortir de sa chambre, par A. E. D. S. [A.-E. de Saintes] et D. S. [Savignac] (1839)
- La Jeune propriétaire, ou l'Art de vivre à la campagne (1838)
- Biorama des enfants, ou les Petits ambitieux (1836)
- Enfants d'après nature ; les Petits garçons (1836)
- Enfants d'après nature ; les petites filles (1836)
- Les Enfants de douze ans, 2e série, 3e année. L'Adolescence (1836)
- La Jeune maîtresse de maison (1836)
- Pauline, ou la Petite curieuse (1835,1845, 1853, 1855, 1860, 1862, 1882)
- Paraboles de l'Évangile, expliquées et mises à la portée des petits enfants par une mère  (1834)
- Les Soirées de famille, ou Lectures à mes enfants (1829)
- L'Économie domestique, ou Conseils à une jeune mariée (1828)
- Encouragements donnés à la jeunesse industrieuse (1828)
- Mathieu Benoît, ou l'Obligeance (1828)
- La Mère courageuse (1828)
- Les Orphelines et les bienfaiteurs (1828)
- La Pauvre Cécile (1828)
- Histoire d'une pièce de cinq francs racontée par elle-même (1827)
- Album des enfants bien obéissants, ou les Plaisirs de la campagne
- Les Bonnes petites filles, contes
- Les Contes bleus
- Galerie pittoresque de la jeunesse, dessins de V. Adam, texte d'Alida de Savignac et M. de Saintes
- Le Génie des bonnes pensées
- Keepsake français
- Manuscrit trouvé dans un vieux chêne
- La Métairie
- Petit album récréatif, ou les Plaisirs de la ville
- Petits proverbes dramatiques
- La Prédiction, ou les Deux pensionnaires
- La Relique de saint Jacques, légende du monastère de Long-Pont
- Le rôle d'une femme : tout pardonner
- Théâtre de mes enfants
- Un demi siècle, ou Hector et Maxime
- Les Vacances
- Les Vacances de la Toussaint